# Fugazi (musikalbum)
Fugazi utkom i mars 1984 på skivbolaget EMI och är den brittiska rockgruppen Marillions andra album, som ursprungligen släpptes som LP och kassettband. Albumet släpptes 1998 i remastrerad utgåva, och en ny mix med deluxe utgåva 2021.
Ordet Fugazi uppstod under Vietnamkriget och betyder Fucked Up Got Aimbushed Zipped In. Fast det finns även teorier om att Fugazi är ett italienskt slanguttryck för något falskt, konstgjort.
Den 19 november 1984 spelade Marillion för första gången i Sverige på Göta Lejon i Stockholm.

## Låtlista

### Sida Ett
1. "Assassing" - 7:02
2. "Punch & Judy" - 3:21
3. "Jigsaw" - 6:50
4. "Emerald Lies" - 5:09

### Sida Två
1. "She Chameleon" - 6:53
2. "Incubus" - 8:30
3. "Fugazi" - 8:13

## Musiker
- Fish
- Steve Rothery
- Mark Kelly
- Pete Trewavas
- Ian Mosley